# Volvo PV 544

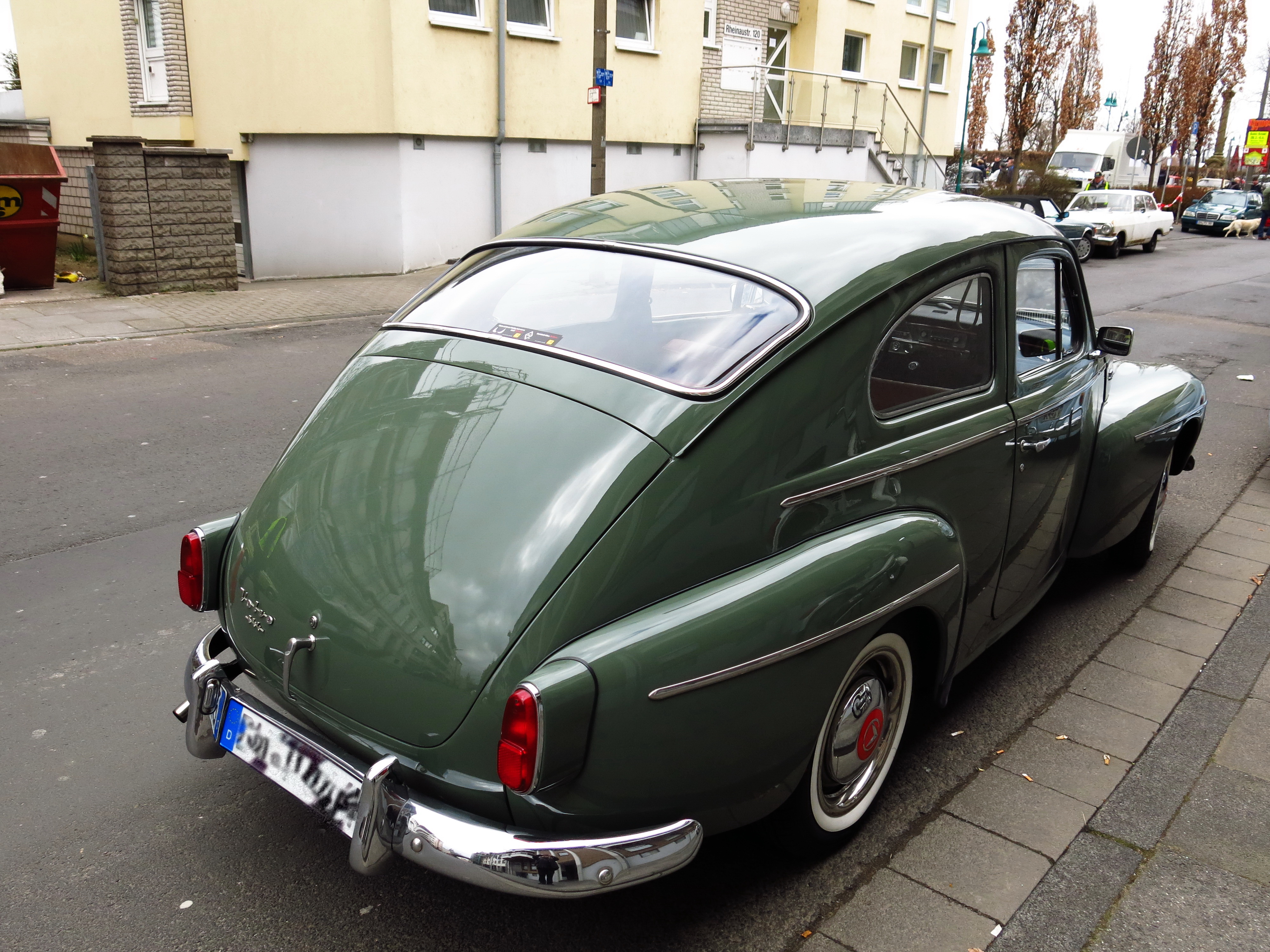
Volvo PV 544

Volvo PV 544 är en svensk personbil i mellanklass, tillverkad av Volvo 1958–1965. Den var en fortsättning på PV 444 och blev mer framgångsrik än denna. Totalt tillverkades knappt 250 000 exemplar av modellen. 

## Historia
Det viktigaste skälet till att vidareutveckla PV 444-konceptet var av ekonomisk art. Karossverktygen var sedan länge betalda, och de ändringar man fick göra för den "nya" modellen kostade endast omkring 3 miljoner kronor – mot beräknade 35 miljoner kronor för en helt ny kaross. Ett trumfkort i USA var dessutom andrahandsvärdet. Redan efter några år kunde Volvohandlarna visa på att en PV 444 under första året endast tappat cirka 8 procent i värde, medan en amerikansk bil tappade upp till 40 procent redan under första året. 
Vindrutan hade nu förstorats med 22 procent samt gjorts högre, och dess svepyta hade ökats med 43 procent. Bakrutan var 19 procent större och hade sänkt nederkant. Munstycken till vindrutespolare var standard, men pumpen var extrautrustning.
Bilen hade nu blivit besiktigad för fem personer i Sverige, genom att baksätet hade blivit 17 centimeter större i höjd med dynan. Karossformen gjorde dock att förbättringen i axelhöjd inte kunde bli mer än 5 centimeter. Framstolarna hade gjorts tunnare, så att knäutrymmet i baksätet ökade med 6 centimeter. Standard-PV:n kostade i Sverige 9 250 kronor, modell Special I kostade 9 520 kronor och Special II 10 375 kronor.
År 1959 togs fullskalemodellen PV 644 fram, i ett försök att hålla den gamla karossformen vid liv. Sikten bakåt skulle förbättras, bakrutan hållas ren från snö och bilen skulle upplevas som modern. Grillen hade förut prövats på P 358. Modellen presenterades 1960, men den fick inte styrelsens gillande fullt ut och lades därför ned.

### Varianter
- PV544A: augusti 1958 – juli 1960. PV544 presenterades den 25 augusti 1958. Till skillnad från företrädaren PV444 hade vagnen hel, större vindruta; större bakruta; större bakljus; ny, madrasserad instrumentbräda med liggande hastighetsmätare från Amazonen; rymligare baksäte, vilket gjorde vagnen femsitsig (åtminstone i registreringsbeviset); ny ratt; ny styrsnäcka, för lättare styrning. 544:an erbjöds i modellerna Standard och Special I och Special II. Den senare kunde även levereras med fyrväxlad låda. Dessutom gjordes USA-motorn B16B tillgänglig på alla marknader i den nya modellen Sport.

Jämfört med PV 444 karaktäriseras PV 544 framför allt av en modernare inredning (inspirerad av Volvo Amazon). Dessutom ingick trepunkts säkerhetsbälten i standardutrustningen från 1959, vilket man blev först i världen med att kunna erbjuda.
Produktionen uppgick till 99 495 st A.
- PV544B: augusti 1960 - juli 1961. Ny, helsynkroniserad treväxlad låda; nya framstolar. Volvo införde nya modellbeteckningar i augusti och PV544 blev P110. Det förblev dock bara en intern kod som inte förekom på bilens yttre emblem. Duetten bytte samtidigt beteckning från PV445 till P210. 210 förekom däremot på Duettens emblem.

Produktionen uppgick till 34 600 st B.
- PV544C: augusti 1961 - juli 1962. Ny B18-motor, B18A, en nertrimmad av version B18B som lanserades året innan i P1800; modifierad framvagn och styrning; 12 volts elsystem; asymmetriskt halvljus; säkerhetsbälte fram och vindrutespolning blir standardutrustning. Standard-modellen ersätts av Favorit.

Produktionen uppgick till 37 900 st C.
- PV544D: augusti 1962 - juli 1963. Nya navkapslar; förbättrat rostskydd.

Produktionen uppgick till 27 100 st D.
- PV544E: augusti 1963 - juli 1964. Nytt innertak; sista modellen 1964 som har rullgardin vid kylaren. Sista modellen med röda navkapslar (1964) och med plåtfälgar.

Produktionen uppgick till 24 200 st E.
- PV544F: augusti 1964 - juli 1965. Nya fälgar och navkapslar; nya emblem på sidor och baklucka.

Produktionen uppgick till 17 300 st F.
- PV544G: augusti - oktober 1965. Högre motoreffekt från B18D: 95 hk. Den 20 oktober rullade den sista vagnen av bandet.

Produktionen uppgick till 3 400 st G.
Total produktion PV544: 243 996 st , med cirka 100 stycken utrustningsvarianter på exportmarknaden. Den 50 000:e PV 444/544 lastades av i hamnen i Newark den 27 januari 1960. Flest antal PV 544 tillverkades 1959, 51 560 stycken. 

### Sista PV:n
Den absolut sista PV 544 rullade av tillverkningsbandet vid Volvos anläggning i Lundby den 20 oktober 1965, klockan 15. Vid ratten fanns provföraren Nils Wickström. Modellen var en svart (färgen hade då redan utgått) 544 Sport med 95-hästars motor och hade chassinummer 440 000. Bilen transporterades direkt till Volvo Museum.

## Tekniska data
Motor (1958-61): typ B16A, rak fyrcylindrig toppventilsmotor (Sport: B16B)
- Slagvolym: 1 583 cm3
- Borr x slag: 79,37x80 mm
- Effekt: 60 hk vid 4 500 r/min (Standard, Special), 85 hk vid 5 500 r/min (Sport)

Motor (1961-65): typ B18A, rak fyrcylindrig toppventilsmotor (Sport: B18D)
- Slagvolym: 1 780 cm3
- Borr x slag: 84,14x80 mm
- Effekt: 75 hk vid 4 500 r/min (Favorit, Special), 90 hk vid 5 000 r/min (Sport)

Växellåda:
- 3-växlad manuell, med osynkroniserad 1:a (Standard: 1958-60)
- 3-växlad manuell, helsynkroniserad (Favorit: 1960-65)
- 4-växlad manuell, helsynkroniserad (Special, Sport)

Prestanda
Volvo 544. B18A. Acceleration från 0 till 100 km/h 17,0 sek. Toppfart 145 km/h.

## I populärkulturen
I en sketch av NileCity med Henrik Schyffert, Robert Gustafsson, och Johan Rheborg yttrar Gustafssons karaktär att han är "ute och sladdar med PV:n och lyssnar på Sator".